# Uncinorhynchus flavidus
Uncinorhynchus flavidus är en plattmaskart som beskrevs av Tor Karling 1947. Uncinorhynchus flavidus ingår i släktet Uncinorhynchus och familjen Gnathorhynchidae. Arten är reproducerande i Sverige. Inga underarter finns listade i Catalogue of Life.